# Людоми (Великопольське воєводство)
Людоми (пол. Ludomy, нім. Ludom) — село в Польщі, у гміні Ричивул Оборницького повіту Великопольського воєводства.
Населення — 1124 особи (2011).
У 1975-1998 роках село належало до Пільського воєводства.

## Демографія
Демографічна структура станом на 31 березня 2011 року:
|          | Загалом | Допрацездатний вік | Працездатний вік | Постпрацездатний вік |
| -------- | ------- | ------------------ | ---------------- | -------------------- |
| Чоловіки | 556     | 133                | 392              | 31                   |
| Жінки    | 568     | 118                | 361              | 89                   |
| Разом    | 1124    | 251                | 753              | 120                  |